# TER Languedoc-Roussillon
Le TER Languedoc-Roussillon est l'ancien réseau de lignes TER qui couvrait l'ancienne région administrative Languedoc-Roussillon, autorité organisatrice de transports depuis le 1er janvier 2002.
Le TER Languedoc-Roussillon a connu, en 2010, une fréquentation de 491 millions de voyageurs-km et une offre de 7,1 millions de trains-km, se composant de 236 trains par jour de pleine semaine, circulant sur un réseau ferroviaire de 1 474 km. Cette offre représente 2,72 trains-km par habitant et par an, ou 259 trains-km par km². Le nombre de voyageurs par moyenne journalière est de 20 000 environ, ce qui équivaut 2,8 voyages par habitant et par an, sur une distance moyenne de 67,3 km. Les trains sont occupés par 69 personnes en moyenne. 146 gares et points d'arrêt donnent accès aux trains, qui sont par ailleurs complétés par 53 circulations d'autocar TER par jour.
TER Midi-Pyrénées et TER Languedoc-Roussillon, propres aux anciennes régions, fusionnent pour créer TER Occitanie, réseau de la nouvelle région.

## Histoire

### Le transport régional avant la décentralisation
Dès le début des années 1950, les trains omnibus s'avèrent non rentables sur certaines lignes de la région. Des mesures de rationalisation sont entreprises afin de les pérenniser. Sur les lignes secondaires du Languedoc-Roussillon, les autorails légers X 5600 dits « FNC » remplacent les trains à vapeur. D'une performance médiocre (60 kW et 60 km/h) et d'un confort sommaire, ils sont néanmoins supérieurs aux autocars de l'époque et même plus économiques, car pouvant effectuer davantage de rotations par jour. Sur la ligne de Nîmes au Grau-du-Roi, les jours ouvrables, les autorails FNC circulent sans agent de train, la vente des billets étant assurés par le personnel des gares justifiée par le service des marchandises. Les dimanches et jours fériés, les gares intermédiaires étant fermées, un agent d'accompagnement vend les billets à bord du train grâce à une machine « Camp » portative, telle qu'utilisée dans les transports routiers.

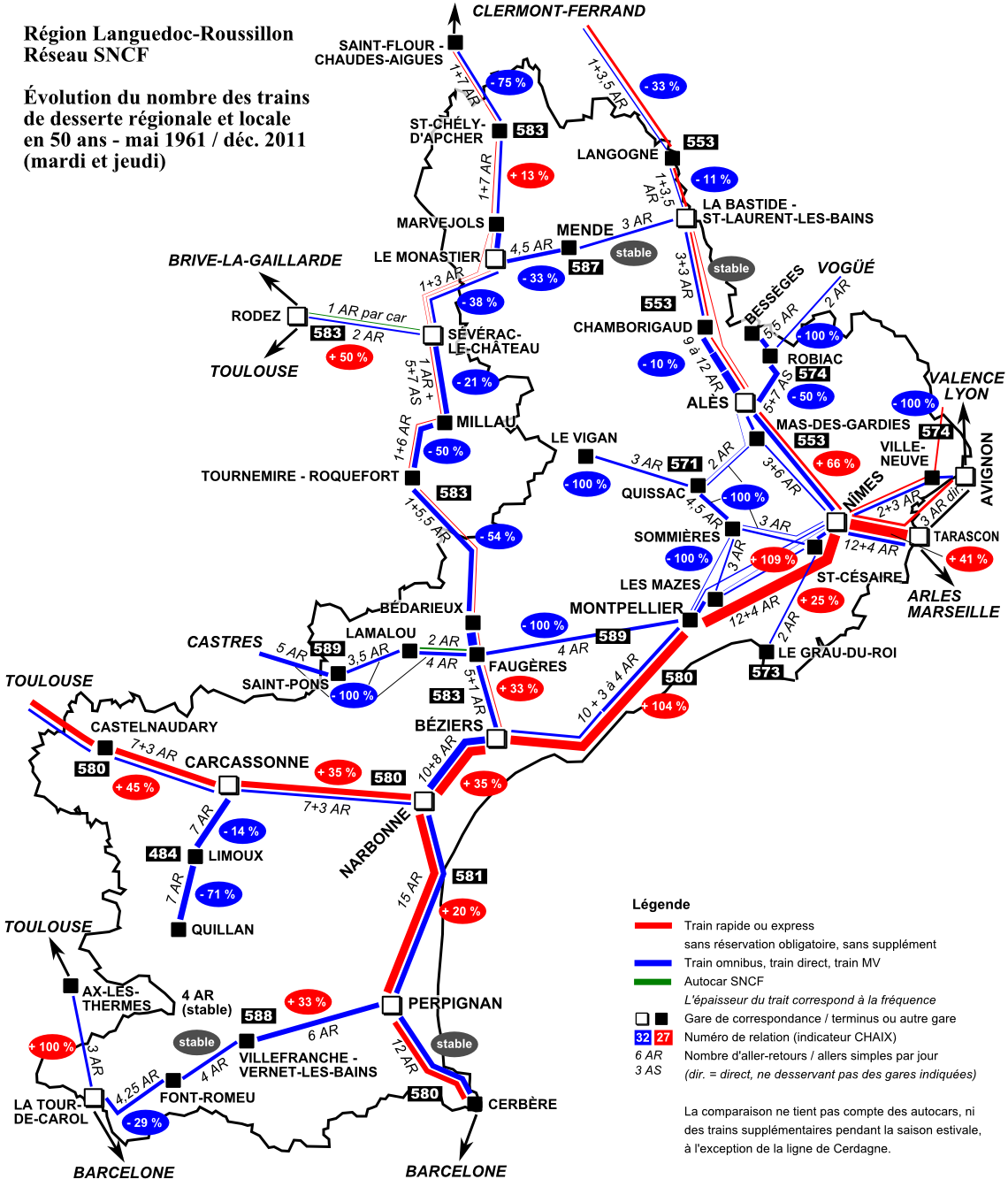
Nombre des trains par ligne en été 1961 et évolution en % par rapport à décembre 2011 (horaire annuel 2012).

Quarante ans avant la régionalisation, le processus faisant des régions les autorités organisatrices des transports régionaux, la desserte locale est assurée principalement par les trains omnibus, complétées par les express et les trains rapides qui assument également une mission de desserte régionale (laisons intervilles). En Languedoc-Roussillon, loin de Paris et des sections de ligne les plus fréquentées, tous les trains rapides sont accessibles sans réservation et sans supplément pendant l'horaire d'été 1961. Les express effectuent de fréquents arrêts, y inclus dans certaines gares aujourd'hui fermées au trafic, et les rapides s'arrêtent dans toutes les villes moyennes. Ceci explique que le nombre des omnibus est extrêmement faible sur la plupart de lignes connaissant un trafic grandes lignes bien développé, soit trois à quatre aller-retours entre Toulouse et Narbonne, ainsi qu'entre Béziers et Tarascon. Les lignes au plus fort trafic omnibus sont la ligne de Carcassonne à Quillan (7 aller-retours) et les sections de Narbonne à Béziers (huit aller-retours) et d'Alès à La Levade (dix aller-retours, puis douze entre Grand'Combe-La Pise et Alès). Généralement, l'écart entre le niveau de l'offre sur les lignes en zone rurale et montagnarde et sur les lignes principales est moins marqué qu'aujourd'hui. Une comparaison avec l'horaire annuel 2012 montre un doublement de l'offre entre Béziers et Nîmes et entre Ax-les-Thermes, et une augmentation importante entre 45 % et 66 % sur les sections Sévérac-le-Château - Rodez, Carcassonne - Toulouse et Nîmes - Alès. Sinon, hormis les lignes périurbaines de Perpignan à Villefranche - Vernet-les-Bains et de Béziers à Bédarieux, le nombre des trains a partout diminué en zone rurale, ou, au mieux, est resté stable. Au sud et à l'ouest de Narbonne, l'offre n'a que modérément progressé.
Dans un contexte de motorisation individuelle galopante et d'investissements limités dans les transports en commun, le « contrat de programme » État - SNCF d'août 1966 vise, entre autres, à décharger la SNCF des services déficitaires sans mettre officiellement en question l'obligation de service public. Moyennant, notamment, le transfert de services omnibus sur la route, la suppression de lignes déficitaires parcourues uniquement par des omnibus et la réorganisation des services subsistants, l'équilibre budgétaire de la SNCF devra ainsi être atteint de nouveau en 1974. Un programme de fermeture portant à l'origine sur 5 000 km de relations omnibus est élaboré. Bientôt, l'objectif sera porté à 10 000 km, mais nombre de fermetures ne seront finalement pas mises en œuvre ou le seront beaucoup plus tard, jusque dans les années 1990. Finalement, entre avril 1967 et août 1973 6 756 km de lignes sont fermées au service voyageurs, avec généralement une substitution par un service routier sous responsabilité de la SNCF. Dans l'actuelle région Languedoc-Roussillon, ces fermetures concernent d'abord les Cévennes avec la du Teil à Robiac et l'étoile de Sommières, c'est-à-dire les relations Alès - Montpellier (ligne de Mas-des-Gardies aux Mazes-le-Crès) et Le Vigan - Nîmes (lignes du Vigan à Quissac et de Sommières à Saint-Césaire), fermées en deux étapes le 9 mars 1969 et le 18 janvier 1970. Puis suivent encore les lignes Faugères à Paulhan et de Paulhan à Montpellier le 15 novembre 1970, et la ligne de Mazamet à Bédarieux le 10 juillet 1972, ayant formée ensemble une deuxième liaison entre Toulouse et Montpellier. La ligne de Cerdagne devait initialement être supprimée en mai 1970, mais l'indignation du public face aux annonces de fermeture est telle qu'elle est finalement sauvée par décision ministérielle, imposant seulement une réorganisation. La valeur patrimoniale de la ligne et son importance pour le tourisme ont joué en sa faveur. - Sur le plan des lignes non SNCF, est à mentionner la ligne de Florac à Sainte-Cécile-d'Andorge des CFD, à voie métrique, fermée à tout trafic le 31 mars 1968.
La SNCF n'ayant pu atteindre l'équilibre financier à la fin de l'exercice 1973, le ministère des Finances fixe l'objectif de reporter les services omnibus sur 10 000 km de voies ferrées sur la route, chiffre bientôt porté à 12 500 km. Quand Jacques Chirac devient Premier ministre le 27 mai 1974, il décrète rapidement l'arrêt des transferts sur route autoritaires et propose d'attendre tout d'abord l'élaboration des premiers schémas régionaux de transport (SRT) décidée le 6 mars 1974. Six régions sont choisies comme régions pilotes, dont le Languedoc-Roussillon ne fait pas partie, mais le principe est progressivement étendu sur toutes les régions jusqu'en 1977. La région Languedoc-Roussillon entame l'élaboration de son SRT la dernière, en 1977. Les régions vont se voir se confier l'organisation des services omnibus, avec l'idée sous-jacente qu'elles vont fermer des lignes rurales pour utiliser les économies réalisées pour l'amélioration des dessertes déclarées d'intérêt régional par le SRT. Le but global est l'amélioration des transports collectifs sans coûts supplémentaires pour la collectivité. Mais le SRT Languedoc-Roussillon reste sans suites.
Au début des années 1980, la SNCF est pour la première fois encouragée par le gouvernement d'augmenter l'offre omnibus de sa propre initiative, ce qu'elle fait à chaque changement d'horaire d'été 1981 jusqu'à hiver 1983/84. Dans ce cadre, trois expérimentations sont menées, à l'instar de celles de 1971. En Languedoc-Roussillon, la ligne de Carcassonne à Quillan tient lieu d'exemple pour une ligne rurale. Au service d'hiver 1983/84, trois aller-retours ajoutés à l'horaire jusque-là clairsemé. La vente de billets augmente de 17 % et la vente d'abonnements de travail de 7 % au cours des six mois qui suivent, et 22 % des voyages déclarent avoir accru leur fréquence de déplacement. L'occupation moyenne des trains ne dépasse pas les trente personnes, comme c'est souvent le cas en milieu rural.
Le changement de politique après l'élection de François Mitterrand comme Président de la République apporte également, en 1982, les « réouvertures Fiterman », portant sur quatre lignes (dont une avait conservé une desserte express). Ce développement encourage certaines régions à demander de leur propre initiative la réouverture d'autres lignes, dont le Languedoc-Roussillon pour Alès - Nîmes et Saint-Césaire - Le Grau-du-Roi. Longue de 49 km, la section d'Alès à Nîmes avait perdu son service omnibus en 1973, tout en conservant les circulations express. Une croissance de la population dans la partie suburbaine de la ligne et la nouvelle desserte de Nîmes par le TGV motivent la réinstauration de deux autorails omnibus et d'un à deux autocars par sens en 1984, auxquels d'autres mouvements sont ajoutés par la suite. La ligne de Saint-Césaire (près de Nîmes) au Grau-du-Roi, longue de 41 km, avait quant à elle perdu son trafic régulier au début des années 1970, à l'exception de la desserte saisonnière en juillet et août. La réinstauration d'un service à longueur d'année, avec un aller-retour par autorail et trois aller-retours par autocar, intervient en septembre 1985. Le mauvais état de l'infrastructure provoquent toutefois une refermeture pour l'hiver 1987/1988, afin que la SNCF puisse entreprendre les travaux nécessaires. Après la fin des travaux, le service ferroviaire revient avec une vitesse limite en ligne portée de 65 km/h à 80 km/h.

### Les débuts de la décentralisation des transports régionaux
Pour marquer le début de son engagement en faveur du transport ferroviaire, la Région achète, en 1982, deux automotrices « Z2 » numérotés Z 97303 et 97304, ainsi qu'un autorail X 2200 neuf numéroté X 92202, accompagnée d'une remorque XR 6100 numéroté XR 96006. Alors que les automotrices parcourent toutes les lignes électrifiées de la région, l'autorail est plus particulièrement affecté à la liaison Mende - Montpellier. Ces trains arborent une livrée particulière à prédominance blanche, avec des traits en orange, vert et bleu, avec le sigle « TLR » (pour trains du Languedoc-Roussillon) en grands caractères. Le matériel roulant aux couleurs de la région est un élément de la communication institutionnelle et suggère aux électeurs qu'il a été payé par la région, bien que ce ne soit que partiellement vrai.
Il n'y a, sinon, pas de renouvellement significatif du matériel roulant dans la région, contrairement à plusieurs régions voisines. Sur la ligne Nîmes - Le Grau-du-Roi et dans les trains marchandises-voyageurs de la ligne des Causses, les voitures ex-DRG « Bastille » d'avant-guerre se maintiennent jusqu'en 1984. Le trafic local entre Avignon et Perpignan repose en partie sur les Z 7100, qui sont rénovées entre 1983 et 1985. Cette série disparaît de la région en 1995. Les Z2 de Toulouse vont jusqu'à Carcassonne ou Narbonne, et ceux de Marseille assurent quelques trains entre Avignon et Montpellier.
La LOTI, promulguée le 30 décembre 1982, encourage la décentralisation des transports, sans pour autant définir un cadre précis. Puis, la loi du 7 janvier 1983 sur la répartition des compétences entre les communes, les départements, les régions et l'État donne le coup d'envoi à la décentralisation sur un plan plus général, avec, entre autres, l'instauration du suffrage universel des Conseillers régionaux. Sur le plan des transports ferroviaires régionaux, l'attitude de l'État reste ambivalente. En effet, il ne veut pas doter les régions des budgets nécessaires leur permettant de se substituer à l'État pour le versement de la contribution d'équilibre des services SNCF d'intérêt régional. Il craint que les régions puissent détourner ces fonds de leur destination initiale et ne réduisent les services ferroviaires, ce qui n'est plus souhaité, contrairement aux années 1970. De ce fait, la décentralisation des services ferroviaires ne peut être que facultative, l'État l'encourageant toutefois et souhaite que les régions s'investissent dans leur amélioration. Le Languedoc-Roussillon est l'une des rares régions à jouer le jeu de la décentralisation dès le départ.
En effet, six ans après la région Nord-Pas-de-Calais précurseur dans le domaine, le conseil régional de Languedoc-Roussillon conclut une convention d'exploitation globale avec la SNCF, en octobre 1985. C'est une convention dite amalgame. Contrairement aux conventions antérieures portant uniquement sur les nouveaux trains créés à la demande d'une collectivité, elle couvre la totalité de la desserte d'une ligne ou d'un réseau. La Région n'est donc pas obligée de rembourser à la SNCF les pertes de recettes sur les trains existants au préalable ; seule l'évolution globale des dépenses et recettes est considérée. Tant que les recettes supplémentaires dépassent les coûts des trains supplémentaires, le renforcement des dessertes ne coûte donc rien à la région. Il convient de rappeler, dans ce contexte, que le financement du statu quo du trafic omnibus se fait toujours par une contribution forfaitaire que l'État verse annuellement à la SNCF, sans que la société nationale soit pour autant tenue de fournir des prestations définies.

### De la naissance du TER jusqu'à la régionalisation
Le TER Languedoc-Roussillon est lancé en 1986 à la suite de la mise en place d'une nouvelle politique commerciale de la SNCF sur le plan des transports régionaux, souhaitant affirmer davantage sa propre identité d'entreprise en mettant fin à la décoration personnalisée « TLR » du Languedoc-Roussillon. Il s'agit également de réaffirmer le monopole de la SNCF et de prévenir des tentatives de délégation de service public. « TER » traduit une stratégie commerciale reposant sur la marque TER avec son logo et sa décoration, sorte de label de qualité ; la charte TER signée entre la SNCF et les régions qui le souhaitent ; et la gamme commerciale TER. Elle s'exprime à travers l'information voyageurs, la promotion et la communication institutionnelle. Parmi les quatre coloris que la SNCF propose pour la livrée du matériel TER, la région Languedoc-Roussillon choisit le jaune, appliqué en première sur le X 92203. Le TER veut rajeunir l'image des transports ferroviaires régionaux, jusque-là négligés et souffrant d'une mauvaise image. Pour la première fois, une telle initiative est mise en œuvre sur le plan national et s'accompagne de signatures de conventions avec toutes les régions qui ne l'ont pas encore fait (sauf trois, retardataires). À partir de 1986, il s'agit d'un nouveau type de conventions, dit convention à la marge. La région Languedoc-Roussillon n'en est pas concernée, optant pour la reconduction de sa convention initiale pour une période de trois ans, le 1er janvier 1988.
Au début, le TER Languedoc-Roussillon ne comporte aucune ligne purement routière, mais 18,5 % du réseau ont une desserte mixte train / autocar. Jusqu'en automne 1990, le taux de mixité passe à 46,2 %. Est concernée, par exemple, la ligne des Cévennes entre Alès et Villefort, où les autocars ont disparu depuis. La première phase du transfert sur route du trafic TER au nord de Saint-Chély-d'Apcher, sur la ligne des Causses, intervient en septembre 1991 à l'initiative de la région Auvergne. La mesure résulte de la compétition avec la nouvelle autoroute A 75, permettant à l'autocar un gain de temps de parcours de l'ordre de 30 min par rapport au train Corail. Ensuite, toujours au détriment de la desserte ferroviaire, des autocars rapides sont instaurés entre Mende et Clermont-Ferrand à raison de trois aller-retours par jour de pleine semaine. Les trains de la transversale sud entre Avignon et Cerbère bénéficient de nouvelles Rames réversibles régionales (RRR) à partir de 1988. Quant à la relation de Narbonne à Toulouse, elle voit l'arrivée des Rames inox omnibus (RIO) en 1988 également.
Pendant les premières années de l'existence du TER (période 1985-1992), la région Languedoc-Roussillon se classe en douzième rang pour les investissements dans l'infrastructure ferroviaire, et au sixième rang pour le matériel roulant. Concrètement, la région consacre 23 400 000 francs à l'infrastructure ferroviaire et 88 000 000 francs au matériel roulant. Le montant total investi, soit 111 400 000 francs, suffit pour le sixième rang parmi les vingt régions françaises concernées par le TER (France continentale hors Île-de-France.
En dépit de ces investissements, le TER Languedoc-Roussillon paraît comme déficitaire dans la comptabilité de la SNCF. Le déficit cumulé des six exercices de 1985 à 1990 est de 9 570 000 francs, valeur relativement réduite largement dépassée par trois régions, alors que dix régions restent bénéficiaires. La SNCF entend se faire rembourser chaque année son déficit d'exploitation par la Région, sans parvenir à justifier ces mauvais résultats ou accorder un droit de regard sur ses calculs internes. D'emblée, la part de la contribution forfaitaire de l'État que la SNCF attribue à chacune des régions est inconnue. La SNCF est soupçonnée par certains élus de répercuter les charges financières de son endettement sur le TER, endettement croissant au même rythme que le réseau des lignes à grande vitesse (Réseau ferré de France n'existe pas encore). Il est certain que dans le schéma comptable et financier « FC 12 K », les coûts des trains-km sont calculés sur la base de valeurs forfaitaires (coûts moyens nationaux), tout comme les coûts de l'infrastructure et les recettes. L'observation est alors faite que le déficit augmente proportionnellement au trafic. En Languedoc-Roussillon, le niveau du trafic est resté stable, et la région n'est donc pas parmi les dix régions frappées par la baisse du trafic de la première moitié des années 1990. Curieusement, des régions à forte baisse de trafic (Limousin -20 %, Franche-Comté -22 %, Provence-Alpes-Côte d'Azur -27 %) ne sont pas déficitaires. En même temps, l'offre de trains en trains-km par an et par habitant est en dessous de la moyenne nationale, et le niveau d'usage en voyageurs-km par habitant également.
De plus, à partir de l'exercice 1993, la SNCF essaie de décharger sur les régions les déficits de ses express d'intérêt régional (EIR), catégorie récemment définie par la société nationale. Elle demande aux régions de les intégrer dans le conventionnement des TER et réduit en même temps l'offre de ce type de trains pour donner plus d'ampleur à sa requête, si bien que les régions cèdent devant la crainte de voir disparaître ces services. En Languedoc-Roussillon, les EIR ne représentent que 6,44 % des trains-km TER+EIR, contre 14,01 % sur le plan national. Avec une occupation moyenne de quatre-vingt personnes, ce qui est moins que la moyenne française, ils représentent 9,5 % des voyageurs-km TER+EIR, contre 19,75 % sur le plan national. Le taux de couverture est de 43 % seulement, contre 56 % sur le plan national, et chaque voyageur-km produit, selon la comptabilité de la SNCF, un déficit de 64 francs. Or, avec l'élimination des EIR de l'activité Grandes lignes de la SNCF, des express déficitaires subsistent. La direction Grandes lignes de la SNCF crée, en 1994, une division pour gérer ces trains désignés comme « service d'aménagement du territoire ». Ils concernent quinze liaisons, des radiales aussi bien que des transversales, et leur liste est communiquée à la presse par un semblant d'indiscrétion. Le Languedoc-Roussillon est concernée par les trains « L'Aubrac », « Le Cévenol », ainsi que par les trains de nuit Paris - Béziers et Paris - Nîmes (ce dernier étant déjà devenu périodique depuis peu de temps). La distance de voyage moyenne des usagers de ces trains est de 493 km, et si les recettes ne couvrent que 64 % des charges, la relation Paris - Boulogne ne fait pas mieux. (L'Aubrac et le Cévenol ont finalement été maintenus, même s'ils ont été limités aux sections au sud de Clermont-Ferrand.) Les dérives financières de la SNCF incitent le Conseil régional de Languedoc-Roussillon à mettre un terme à la convention TER avec la SNCF en 1997, comme d'autres régions l'ont fait avant.

### Depuis la régionalisation en 2002

Le logo avant 2014.

Les expériences gagnées dans les six régions pilotes retenues en 1996 (et dont la région Languedoc-Roussillon ne fait pas partie) sont décisives pour la généralisation du conventionnement global des services TER par la loi relative à la solidarité et au renouvellement urbains (SRU), promulguée le 13 décembre 2000, à compter du 1er janvier 2002. Les régions deviennent ainsi autorités organisatrices de transports (AOT) et se substituent à l'État pour le versement des contributions à la SNCF en vertu du trafic régional. À ce moment, le TER Languedoc-Roussillon est sans convention depuis plus de quatre ans, et la transversale sud entre Nîmes et Montpellier souffre d'un manque d'investissements risquant de freiner son développement. Seule mesure entreprise pour augmenter la capacité, la construction d'une sixième voie à quai en gare de Montpellier-Saint-Roch, pour un coût de 33 millions de francs. Le Contrat de plan État-région 2000-2006 contient une faible proportion de financements alloués aux projets ferroviaires, soit 200 millions de francs partagés entre les deux parties, contre 3 288 millions de francs pour le volet routier du contrat. Les 45 % des investissements ferroviaires portent sur des mesures en faveur du trafic de marchandises. Rien n'est prévu pour renouveler l'infrastructure de la ligne de Cerdagne ou de la ligne des Cévennes, arrivée en fin de vie. Sur le plan du matériel roulant, cinq automoteurs « ATER » X 72500 et sept autorails monocaisse « XTER » X 73500 ont été commandés à la fin des années 1990, puis deux automotrices panoramiques Z 150 pour la ligne de Cerdagne en 2001.
À la suite de la fusion des régions en 2016, l'autorité organisatrice des transports régionaux est la région Occitanie qui hérite de la propriété du matériel roulant[réf. nécessaire].

## Relations TER

### Par rail

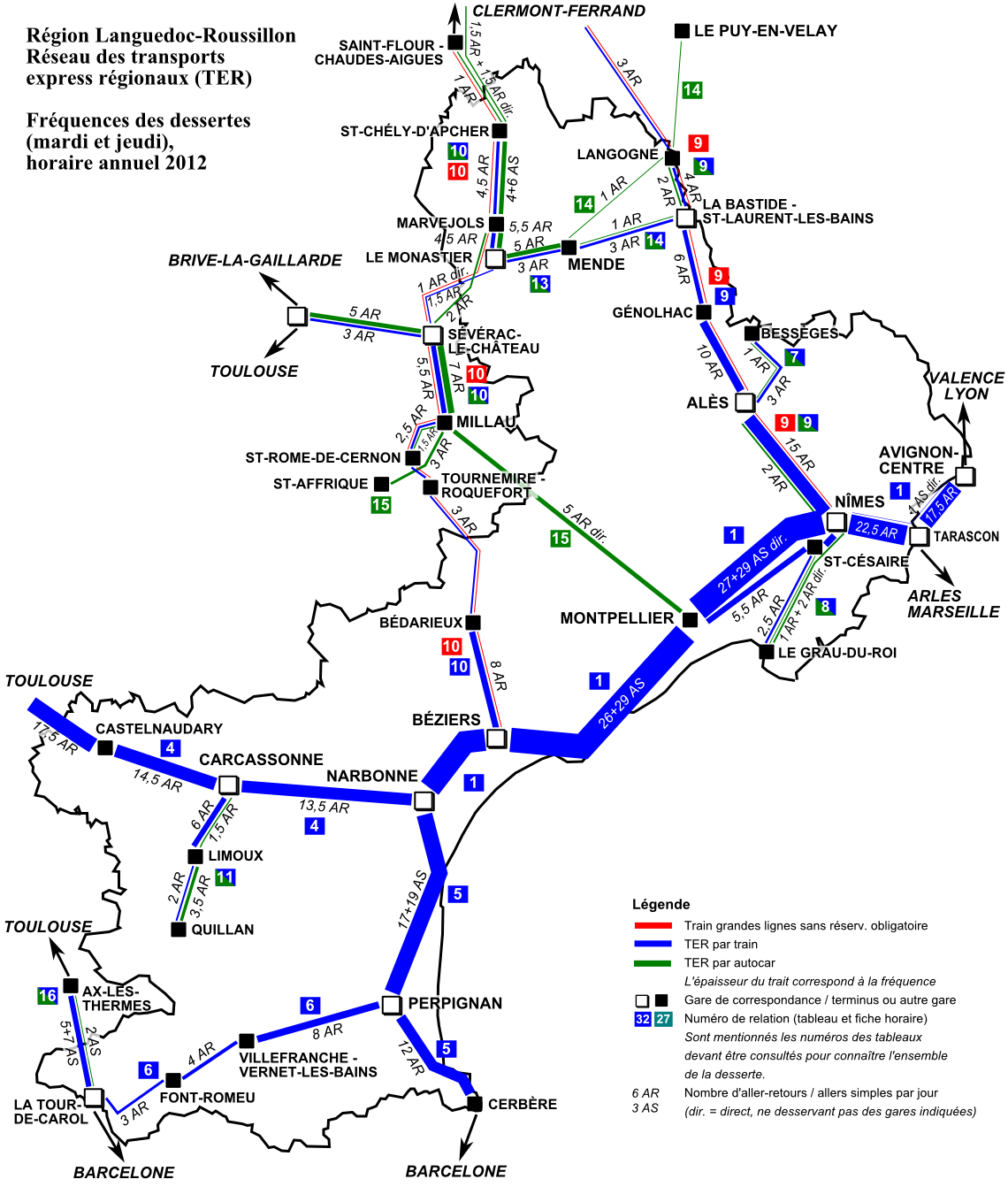
Fréquence de la desserte les jours-type de pleine semaine (mardi et jeudi), horaire annuel 2012.

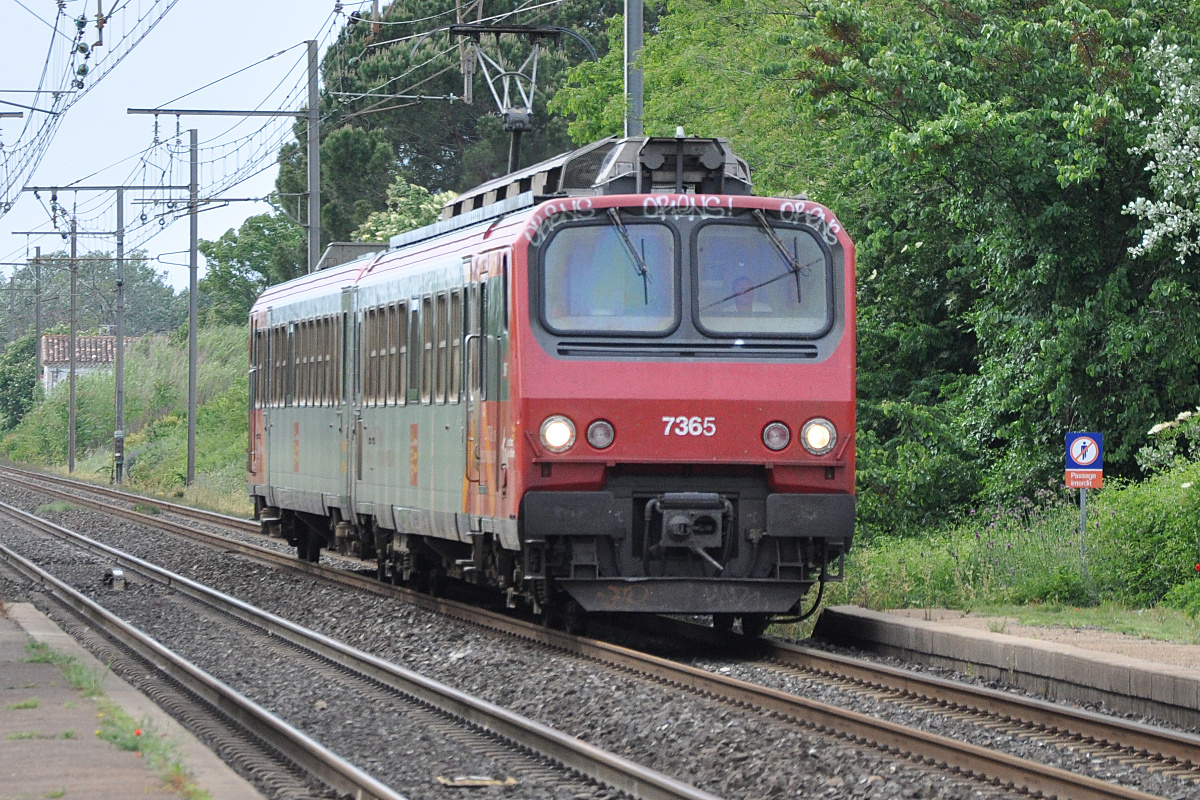
Z 7365 entrant en gare de Manduel-Redessan.

Les trains TER Languedoc-Roussillon circulent sur l'ensemble des lignes ouvertes au trafic voyageurs sur la région, à l'exception de la ligne de Béziers à Neussargues au nord de la gare de Saint-Chély-d'Apcher, où un unique aller-retour par train Intercités est proposé. Le TER Languedoc-Roussillon a connu, en 2010, une fréquentation de 491 millions de voyageurs-km et une offre de 7,1 millions de trains-km, se composant de 236 trains par jour de pleine semaine, circulant sur un réseau ferroviaire de 1 474 km. Cette offre représente 2,72 trains-km par habitant et par an, ou 259 trains-km par km². Le nombre de voyageurs par moyenne journalière est de 20 000 environ, ce qui équivaut 2,8 voyages par habitant et par an, sur une distance moyenne de 67,3 km. Les trains sont occupés par 69 personnes en moyenne. 146 gares et points d'arrêt donnent accès aux trains, qui sont par ailleurs complétés par 53 circulations d'autocar TER par jour. Le réseau souffre de grèves à répétition qui le paralysent régulièrement. Pour le seul mois d'octobre 2008, deux mouvements ont été organisés.
Les relations desservies par des trains TER sont résumées dans le tableau ci-dessous. Les numéros des lignes correspondent à ceux utilisés en 2012 pour les documents horaires. Pour plus de clarté, n'ont été retenus que les numéros renvoyant vers la desserte détaillée sur les axes considérés, évitant ainsi au maximum que des lignes soient repérées par plusieurs numéros. Sur plusieurs lignes, les trains sont complétés par des autocars. Ces services étant repris par le tableau de la section suivante, le tableau n'en tient pas compte. Dans la colonne Horaires, sont indiqués le premier départ de la gare nommée en dernier lieu, et le dernier départ de la gare en premier lieu. Est considérée comme fonctionnant en soirée une ligne dont le dernier départ a lieu après 20 h 30, si ce train effectue la totalité du parcours. Sur des parcours partiels, les lignes peuvent donc fonctionner en soirée sans que cela soit indiqué dans le tableau. Ces renseignements se portent sur le cas le plus représentatif, soit les jours du lundi au vendredi hors jours fériés. La durée du voyage peut varier en fonction des différents services, bien que les horaires soient cadencés sur la plupart des liaisons. Est indiquée la durée du voyage la plus représentative, s'appliquant aux trains couvrant l'ensemble de la relation, qui le plus souvent ne s'arrêtent pas dans l'ensemble des gares.
| Ligne | Caractéristiques | Caractéristiques | Caractéristiques | Caractéristiques | Caractéristiques | Caractéristiques | Caractéristiques | Caractéristiques | Caractéristiques | Illustration |
| ----- | --- | --- | --- | --- | --- | --- | --- | --- | --- | ------------ |
| 1     | AVIGNON-CENTRE ↔ Tarascon ↔ Nîmes ↔ Montpellier ↔ Sète ↔ Béziers ↔ NARBONNE                                                                                    | AVIGNON-CENTRE ↔ Tarascon ↔ Nîmes ↔ Montpellier ↔ Sète ↔ Béziers ↔ NARBONNE                                                                                    | AVIGNON-CENTRE ↔ Tarascon ↔ Nîmes ↔ Montpellier ↔ Sète ↔ Béziers ↔ NARBONNE                                                                                    | AVIGNON-CENTRE ↔ Tarascon ↔ Nîmes ↔ Montpellier ↔ Sète ↔ Béziers ↔ NARBONNE                                                                                    | AVIGNON-CENTRE ↔ Tarascon ↔ Nîmes ↔ Montpellier ↔ Sète ↔ Béziers ↔ NARBONNE                                                                                    | AVIGNON-CENTRE ↔ Tarascon ↔ Nîmes ↔ Montpellier ↔ Sète ↔ Béziers ↔ NARBONNE                                                                                    | AVIGNON-CENTRE ↔ Tarascon ↔ Nîmes ↔ Montpellier ↔ Sète ↔ Béziers ↔ NARBONNE                                                                                    | AVIGNON-CENTRE ↔ Tarascon ↔ Nîmes ↔ Montpellier ↔ Sète ↔ Béziers ↔ NARBONNE                                                                                    | AVIGNON-CENTRE ↔ Tarascon ↔ Nîmes ↔ Montpellier ↔ Sète ↔ Béziers ↔ NARBONNE                                                                                    |              |
|       | Longueur 195,8 km | Durée 2 h 10 | Nb. arrêts 27 | Soirée / Dimanche - Férié · / | Horaires 4 h 26 - 21 h 40 | Réseau TER Languedoc-Roussillon | | | |              |
| 4     | NARBONNE ↔ Carcassonne ↔ Castelnaudary ↔ Villefranche-de-Lauraguais ↔ TOULOUSE-MATABIAU                                                                        | NARBONNE ↔ Carcassonne ↔ Castelnaudary ↔ Villefranche-de-Lauraguais ↔ TOULOUSE-MATABIAU                                                                        | NARBONNE ↔ Carcassonne ↔ Castelnaudary ↔ Villefranche-de-Lauraguais ↔ TOULOUSE-MATABIAU                                                                        | NARBONNE ↔ Carcassonne ↔ Castelnaudary ↔ Villefranche-de-Lauraguais ↔ TOULOUSE-MATABIAU                                                                        | NARBONNE ↔ Carcassonne ↔ Castelnaudary ↔ Villefranche-de-Lauraguais ↔ TOULOUSE-MATABIAU                                                                        | NARBONNE ↔ Carcassonne ↔ Castelnaudary ↔ Villefranche-de-Lauraguais ↔ TOULOUSE-MATABIAU                                                                        | NARBONNE ↔ Carcassonne ↔ Castelnaudary ↔ Villefranche-de-Lauraguais ↔ TOULOUSE-MATABIAU                                                                        | NARBONNE ↔ Carcassonne ↔ Castelnaudary ↔ Villefranche-de-Lauraguais ↔ TOULOUSE-MATABIAU                                                                        | NARBONNE ↔ Carcassonne ↔ Castelnaudary ↔ Villefranche-de-Lauraguais ↔ TOULOUSE-MATABIAU                                                                        |              |
|       | Longueur 149,7 km | Durée 1 h 33 | Nb. arrêts 17 | Soirée / Dimanche - Férié · / | Horaires 6 h 21 - 19 h 05 | Réseau TER Languedoc-Roussillon / Midi-Pyrénées | | | |              |
| 5     | NARBONNE ↔ Perpignan ↔ Port-Vendres ↔ CERBÈRE [→ Port-Bou] | NARBONNE ↔ Perpignan ↔ Port-Vendres ↔ CERBÈRE [→ Port-Bou] | NARBONNE ↔ Perpignan ↔ Port-Vendres ↔ CERBÈRE [→ Port-Bou] | NARBONNE ↔ Perpignan ↔ Port-Vendres ↔ CERBÈRE [→ Port-Bou] | NARBONNE ↔ Perpignan ↔ Port-Vendres ↔ CERBÈRE [→ Port-Bou] | NARBONNE ↔ Perpignan ↔ Port-Vendres ↔ CERBÈRE [→ Port-Bou] | NARBONNE ↔ Perpignan ↔ Port-Vendres ↔ CERBÈRE [→ Port-Bou] | NARBONNE ↔ Perpignan ↔ Port-Vendres ↔ CERBÈRE [→ Port-Bou] | NARBONNE ↔ Perpignan ↔ Port-Vendres ↔ CERBÈRE [→ Port-Bou] |              |
|       | Longueur 102,6 km | Durée | Nb. arrêts 12 | Soirée / Dimanche - Férié · / | Horaires 5 h 39 - 20 h 53 | Réseau TER Languedoc-Roussillon | | | |              |
| 6     | PERPIGNAN ↔ Ille-sur-Têt ↔ VILLEFRANCHE - VERNET-LES-BAINS et VILLEFRANCHE - VERNET-L.-B. ↔ Mont-Louis ↔ Font-Romeu ↔ Bourg-Madame ↔ LATOUR-DE-CAROL - ENVEITG | PERPIGNAN ↔ Ille-sur-Têt ↔ VILLEFRANCHE - VERNET-LES-BAINS et VILLEFRANCHE - VERNET-L.-B. ↔ Mont-Louis ↔ Font-Romeu ↔ Bourg-Madame ↔ LATOUR-DE-CAROL - ENVEITG | PERPIGNAN ↔ Ille-sur-Têt ↔ VILLEFRANCHE - VERNET-LES-BAINS et VILLEFRANCHE - VERNET-L.-B. ↔ Mont-Louis ↔ Font-Romeu ↔ Bourg-Madame ↔ LATOUR-DE-CAROL - ENVEITG | PERPIGNAN ↔ Ille-sur-Têt ↔ VILLEFRANCHE - VERNET-LES-BAINS et VILLEFRANCHE - VERNET-L.-B. ↔ Mont-Louis ↔ Font-Romeu ↔ Bourg-Madame ↔ LATOUR-DE-CAROL - ENVEITG | PERPIGNAN ↔ Ille-sur-Têt ↔ VILLEFRANCHE - VERNET-LES-BAINS et VILLEFRANCHE - VERNET-L.-B. ↔ Mont-Louis ↔ Font-Romeu ↔ Bourg-Madame ↔ LATOUR-DE-CAROL - ENVEITG | PERPIGNAN ↔ Ille-sur-Têt ↔ VILLEFRANCHE - VERNET-LES-BAINS et VILLEFRANCHE - VERNET-L.-B. ↔ Mont-Louis ↔ Font-Romeu ↔ Bourg-Madame ↔ LATOUR-DE-CAROL - ENVEITG | PERPIGNAN ↔ Ille-sur-Têt ↔ VILLEFRANCHE - VERNET-LES-BAINS et VILLEFRANCHE - VERNET-L.-B. ↔ Mont-Louis ↔ Font-Romeu ↔ Bourg-Madame ↔ LATOUR-DE-CAROL - ENVEITG | PERPIGNAN ↔ Ille-sur-Têt ↔ VILLEFRANCHE - VERNET-LES-BAINS et VILLEFRANCHE - VERNET-L.-B. ↔ Mont-Louis ↔ Font-Romeu ↔ Bourg-Madame ↔ LATOUR-DE-CAROL - ENVEITG | PERPIGNAN ↔ Ille-sur-Têt ↔ VILLEFRANCHE - VERNET-LES-BAINS et VILLEFRANCHE - VERNET-L.-B. ↔ Mont-Louis ↔ Font-Romeu ↔ Bourg-Madame ↔ LATOUR-DE-CAROL - ENVEITG |              |
|       | Longueur 45,6 km 62,6 km | Durée 0 h 50 2 h 00 | Nb. arrêts 10 22 | Soirée / Dimanche - Férié · / | Horaires 6 h 27 - 19 h 44 8 h 27 - 18 h 47 | Réseau TER Languedoc-Roussillon | | | |              |
| 8     | NÎMES ↔ Vauvert ↔ Aigues-Mortes ↔ LE GRAU-DU-ROI | NÎMES ↔ Vauvert ↔ Aigues-Mortes ↔ LE GRAU-DU-ROI | NÎMES ↔ Vauvert ↔ Aigues-Mortes ↔ LE GRAU-DU-ROI | NÎMES ↔ Vauvert ↔ Aigues-Mortes ↔ LE GRAU-DU-ROI | NÎMES ↔ Vauvert ↔ Aigues-Mortes ↔ LE GRAU-DU-ROI | NÎMES ↔ Vauvert ↔ Aigues-Mortes ↔ LE GRAU-DU-ROI | NÎMES ↔ Vauvert ↔ Aigues-Mortes ↔ LE GRAU-DU-ROI | NÎMES ↔ Vauvert ↔ Aigues-Mortes ↔ LE GRAU-DU-ROI | NÎMES ↔ Vauvert ↔ Aigues-Mortes ↔ LE GRAU-DU-ROI |              |
|       | Longueur 45,2 km | Durée 0 h 54 | Nb. arrêts 10 | Soirée / Dimanche - Férié · / | Horaires 6 h 38 - 17 h 37 | Réseau TER Languedoc-Roussillon | | | |              |
| 9     | NÎMES ↔ Alès ↔ La Bastide - Saint-Laurent-les-Bains ↔ Langogne ↔ Saint Georges-d'Aurac ↔ Arvant ↔ CLERMONT-FERRAND                                             | NÎMES ↔ Alès ↔ La Bastide - Saint-Laurent-les-Bains ↔ Langogne ↔ Saint Georges-d'Aurac ↔ Arvant ↔ CLERMONT-FERRAND                                             | NÎMES ↔ Alès ↔ La Bastide - Saint-Laurent-les-Bains ↔ Langogne ↔ Saint Georges-d'Aurac ↔ Arvant ↔ CLERMONT-FERRAND                                             | NÎMES ↔ Alès ↔ La Bastide - Saint-Laurent-les-Bains ↔ Langogne ↔ Saint Georges-d'Aurac ↔ Arvant ↔ CLERMONT-FERRAND                                             | NÎMES ↔ Alès ↔ La Bastide - Saint-Laurent-les-Bains ↔ Langogne ↔ Saint Georges-d'Aurac ↔ Arvant ↔ CLERMONT-FERRAND                                             | NÎMES ↔ Alès ↔ La Bastide - Saint-Laurent-les-Bains ↔ Langogne ↔ Saint Georges-d'Aurac ↔ Arvant ↔ CLERMONT-FERRAND                                             | NÎMES ↔ Alès ↔ La Bastide - Saint-Laurent-les-Bains ↔ Langogne ↔ Saint Georges-d'Aurac ↔ Arvant ↔ CLERMONT-FERRAND                                             | NÎMES ↔ Alès ↔ La Bastide - Saint-Laurent-les-Bains ↔ Langogne ↔ Saint Georges-d'Aurac ↔ Arvant ↔ CLERMONT-FERRAND                                             | NÎMES ↔ Alès ↔ La Bastide - Saint-Laurent-les-Bains ↔ Langogne ↔ Saint Georges-d'Aurac ↔ Arvant ↔ CLERMONT-FERRAND                                             |              |
|       | Longueur 304,3 km | Durée 5 h 15 | Nb. arrêts 26 | Soirée / Dimanche - Férié · / | Horaires 6 h 47 - 17 h 33 | Réseau TER Languedoc-Roussillon / Auvergne | | | |              |
| 10    | MILLAU ↔ Sévérac-le-Château ↔ Marvejols ↔ Aumont-Aubrac ↔ SAINT-CHÉLY-D'APCHER et BÉZIERS ↔ Bédarieux ↔ MILLAU                                                 | MILLAU ↔ Sévérac-le-Château ↔ Marvejols ↔ Aumont-Aubrac ↔ SAINT-CHÉLY-D'APCHER et BÉZIERS ↔ Bédarieux ↔ MILLAU                                                 | MILLAU ↔ Sévérac-le-Château ↔ Marvejols ↔ Aumont-Aubrac ↔ SAINT-CHÉLY-D'APCHER et BÉZIERS ↔ Bédarieux ↔ MILLAU                                                 | MILLAU ↔ Sévérac-le-Château ↔ Marvejols ↔ Aumont-Aubrac ↔ SAINT-CHÉLY-D'APCHER et BÉZIERS ↔ Bédarieux ↔ MILLAU                                                 | MILLAU ↔ Sévérac-le-Château ↔ Marvejols ↔ Aumont-Aubrac ↔ SAINT-CHÉLY-D'APCHER et BÉZIERS ↔ Bédarieux ↔ MILLAU                                                 | MILLAU ↔ Sévérac-le-Château ↔ Marvejols ↔ Aumont-Aubrac ↔ SAINT-CHÉLY-D'APCHER et BÉZIERS ↔ Bédarieux ↔ MILLAU                                                 | MILLAU ↔ Sévérac-le-Château ↔ Marvejols ↔ Aumont-Aubrac ↔ SAINT-CHÉLY-D'APCHER et BÉZIERS ↔ Bédarieux ↔ MILLAU                                                 | MILLAU ↔ Sévérac-le-Château ↔ Marvejols ↔ Aumont-Aubrac ↔ SAINT-CHÉLY-D'APCHER et BÉZIERS ↔ Bédarieux ↔ MILLAU                                                 | MILLAU ↔ Sévérac-le-Château ↔ Marvejols ↔ Aumont-Aubrac ↔ SAINT-CHÉLY-D'APCHER et BÉZIERS ↔ Bédarieux ↔ MILLAU                                                 |              |
|       | Longueur 159,2 km 117,7 km | Durée 1 h 50 | Nb. arrêts 9 12 | Soirée / Dimanche - Férié · / | Horaires 5 h 00 - 18 h 31 6 h 20 - 18 h 56 | Réseau TER Languedoc-Roussillon | | | |              |
| 11    | CARCASSONNE ↔ Limoux ↔ QUILLAN | CARCASSONNE ↔ Limoux ↔ QUILLAN | CARCASSONNE ↔ Limoux ↔ QUILLAN | CARCASSONNE ↔ Limoux ↔ QUILLAN | CARCASSONNE ↔ Limoux ↔ QUILLAN | CARCASSONNE ↔ Limoux ↔ QUILLAN | CARCASSONNE ↔ Limoux ↔ QUILLAN | CARCASSONNE ↔ Limoux ↔ QUILLAN | CARCASSONNE ↔ Limoux ↔ QUILLAN |              |
|       | Longueur 54,3 km | Durée 1 h 09 | Nb. arrêts 11 | Soirée / Dimanche - Férié · / | Horaires 6 h 04 - 19 h 00 | Réseau TER Languedoc-Roussillon | | | |              |
| 13    | MARVEJOLS ↔ Le Monastier ↔ Chanac ↔ Balsièges-Bourg ↔ MENDE | MARVEJOLS ↔ Le Monastier ↔ Chanac ↔ Balsièges-Bourg ↔ MENDE | MARVEJOLS ↔ Le Monastier ↔ Chanac ↔ Balsièges-Bourg ↔ MENDE | MARVEJOLS ↔ Le Monastier ↔ Chanac ↔ Balsièges-Bourg ↔ MENDE | MARVEJOLS ↔ Le Monastier ↔ Chanac ↔ Balsièges-Bourg ↔ MENDE | MARVEJOLS ↔ Le Monastier ↔ Chanac ↔ Balsièges-Bourg ↔ MENDE | MARVEJOLS ↔ Le Monastier ↔ Chanac ↔ Balsièges-Bourg ↔ MENDE | MARVEJOLS ↔ Le Monastier ↔ Chanac ↔ Balsièges-Bourg ↔ MENDE | MARVEJOLS ↔ Le Monastier ↔ Chanac ↔ Balsièges-Bourg ↔ MENDE |              |
|       | Longueur 29,6 km | Durée 0 h 48 | Nb. arrêts 9 | Soirée / Dimanche - Férié · / | Horaires 4 h 54 - 19 h 50 | Réseau TER Languedoc-Roussillon | | | |              |
| 14    | LA BASTIDE - SAINT-LAURENT-LES-BAINS ↔ Bagnols-Chadenet ↔ MENDE                                                                                                | LA BASTIDE - SAINT-LAURENT-LES-BAINS ↔ Bagnols-Chadenet ↔ MENDE                                                                                                | LA BASTIDE - SAINT-LAURENT-LES-BAINS ↔ Bagnols-Chadenet ↔ MENDE                                                                                                | LA BASTIDE - SAINT-LAURENT-LES-BAINS ↔ Bagnols-Chadenet ↔ MENDE                                                                                                | LA BASTIDE - SAINT-LAURENT-LES-BAINS ↔ Bagnols-Chadenet ↔ MENDE                                                                                                | LA BASTIDE - SAINT-LAURENT-LES-BAINS ↔ Bagnols-Chadenet ↔ MENDE                                                                                                | LA BASTIDE - SAINT-LAURENT-LES-BAINS ↔ Bagnols-Chadenet ↔ MENDE                                                                                                | LA BASTIDE - SAINT-LAURENT-LES-BAINS ↔ Bagnols-Chadenet ↔ MENDE                                                                                                | LA BASTIDE - SAINT-LAURENT-LES-BAINS ↔ Bagnols-Chadenet ↔ MENDE                                                                                                |              |
|       | Longueur 47,8 km | Durée 1 h 17 | Nb. arrêts 6 | Soirée / Dimanche - Férié · / | Horaires 4 h 53 - 20 h 38 | Réseau TER Languedoc-Roussillon | | | |              |
| 16    | TOULOUSE-MATABIAU ↔ Pamiers ↔ Foix ↔ Ax-les-Thermes ↔ L'Hospitalet-près-de-l'Andorre ↔ LATOUR-DE-CAROL - ENVEITG                                               | TOULOUSE-MATABIAU ↔ Pamiers ↔ Foix ↔ Ax-les-Thermes ↔ L'Hospitalet-près-de-l'Andorre ↔ LATOUR-DE-CAROL - ENVEITG                                               | TOULOUSE-MATABIAU ↔ Pamiers ↔ Foix ↔ Ax-les-Thermes ↔ L'Hospitalet-près-de-l'Andorre ↔ LATOUR-DE-CAROL - ENVEITG                                               | TOULOUSE-MATABIAU ↔ Pamiers ↔ Foix ↔ Ax-les-Thermes ↔ L'Hospitalet-près-de-l'Andorre ↔ LATOUR-DE-CAROL - ENVEITG                                               | TOULOUSE-MATABIAU ↔ Pamiers ↔ Foix ↔ Ax-les-Thermes ↔ L'Hospitalet-près-de-l'Andorre ↔ LATOUR-DE-CAROL - ENVEITG                                               | TOULOUSE-MATABIAU ↔ Pamiers ↔ Foix ↔ Ax-les-Thermes ↔ L'Hospitalet-près-de-l'Andorre ↔ LATOUR-DE-CAROL - ENVEITG                                               | TOULOUSE-MATABIAU ↔ Pamiers ↔ Foix ↔ Ax-les-Thermes ↔ L'Hospitalet-près-de-l'Andorre ↔ LATOUR-DE-CAROL - ENVEITG                                               | TOULOUSE-MATABIAU ↔ Pamiers ↔ Foix ↔ Ax-les-Thermes ↔ L'Hospitalet-près-de-l'Andorre ↔ LATOUR-DE-CAROL - ENVEITG                                               | TOULOUSE-MATABIAU ↔ Pamiers ↔ Foix ↔ Ax-les-Thermes ↔ L'Hospitalet-près-de-l'Andorre ↔ LATOUR-DE-CAROL - ENVEITG                                               |              |
|       | Longueur 163 km | Durée 2 h 59 | Nb. arrêts 20 | Soirée / Dimanche - Férié · / | Horaires 5 h 21 - 18 h 49 | Réseau TER Midi-Pyrénées | | | |              |

### Par autocar
Les relations routières par autocar TER correspondent pour l'essentiel à des services complémentaires aux trains TER et sont parallèles aux lignes de chemin de fer.
- La relation n° 12 Montpellier - Millau - Saint-Affrique est une ligne rapide par l'autoroute A75 et n'effectue aucune desserte intermédiaire. Elle constitue la principale liaison entre Millau et Montpellier, l'offre sur la voie ferrée par la ligne de Béziers à Neussargues ayant été réduite aux stricts besoins de la desserte locale.
- La relation n° 13 Mende - Saint-Chély-d'Apcher - Clermont-Ferrand ne dessert pas toujours l'ensemble des gares intermédiaires et est tracée en partie par l'A75.
- Cette relation n° 13 comporte également, avec un unique aller-retour entre Marvejols, Mende, Langogne et Le Puy-en-Velay, l'unique service de substitution pour une ligne de chemin de fer supprimée (ligne du Puy à Langogne) de la région.

À noter que le Languedoc-Roussillon ne compte pas non plus de lignes routières régionales en dehors du réseau TER. Les services de substitution aux dessertes par voie ferrée supprimées ont tous été intégrés dans les réseaux routiers départementaux.
|    | Lignes routières et ferroviaires TER |
| -- | --- |
| 8  | Nîmes ↔ Vauvert ↔ Aigues-Mortes ↔ Le Grau-du-Roi |
| 9  | - Nîmes ↔ Alès (ligne rapide) - Gare de La Bastide - Saint-Laurent-les-Bains ↔ Langogne |
| 10 | - Béziers ↔ Bédarieux, - Millau ↔ Marvejols ↔ Saint-Chély-d'Apcher (1 à 2 AR / jour) - Arvant ↔ Saint-Flour ↔ Saint-Chély-d'Apcher (TER Auvergne)                                                       |
| 11 | Carcassonne ↔ Limoux ↔ Quillan |
| 12 | Montpellier ↔ Millau ↔ Saint-Affrique (ligne rapide par A 75) |
| 13 | - Clermont-Ferrand ↔ Saint-Flour ↔ Saint-Chély-d'Apcher ↔ Marvejols ↔ Mende (ligne rapide par A 75), - Marvejols ↔ Chanac ↔ Balsièges ↔ Mende et - Gare de La Bastide - Saint-Laurent-les-Bains ↔ Mende |

|    | Lignes routières TER                                          |
| -- | ------------------------------------------------------------- |
| 12 | Montpellier ↔ Millau ↔ Saint-Affrique (ligne rapide par A 75) |
| 13 | Le Puy-en-Velay ↔ Langogne ↔ Mende ↔ Marvejols                |

## Tarification
Les tarifs valables sur l'échelle nationale s'appliquent sur le TER Languedoc-Roussillon également. En complément, la région propose des formules tarifaires spécifiques, se divisant en tarifs tout public et tarifs soumis à des conditions d'éligibilité. Comme dans toute la France, les tarifs régionaux s'appliquent également aux trains Intercités sans conditions d'accès, sauf pour certains tarifs sociaux. Certains tarifs sont valables sur des parcours définis au-delà des limites de la région.

### Tarifs tout public
La carte de réduction Via Liberté est nominative et valable toute l'année, pour les déplacements à l'intérieur de la région, ainsi vers les gares des sections Castelnaudary - Toulouse, Ceilhes-Roqueredonde - Banassac-la-Canourgue et Beaucaire - Avignon-Centre. La carte donne droit à 25 % de réduction en semaine de lundi à vendredi, et à 50 % de réduction les week-ends, jours fériés, et tous les jours pendant les vacances scolaires de la zone A. Le prix de la carte en 2014 est de 26,80 €, avec une promotion à 5 € en décembre. À noter que les abonnements Via (voir ci-dessous) incluent déjà la fonctionnalité d'une carte de réduction, avec un taux de 50 % de réduction accordée tous les jours de l'année, mais uniquement pour les gares du Languedoc-Roussillon.

#### Train à un euro
Pendant les vacances d'été du 2 juillet au 31 août 2011, suivant une initiative développée initialement par l'ancien président du Conseil régional Georges Frêche, le Conseil régional de Languedoc-Roussillon expérimente pour la première fois le tarif unique à 1 € sur la relation entre Nimes et le Grau du Roi. Sur cette ligne à vocation touristique, les trains sont effectivement concurrencés par les autocars départementaux du réseau Edgard, proposant déjà le tarif unique à 1,50 €. Dans le but de quintupler la fréquentation des trains dans la région à offre constante, le dispositif est appelé à être successivement étendu sur d'autres relations, avec application à longueur d'année.

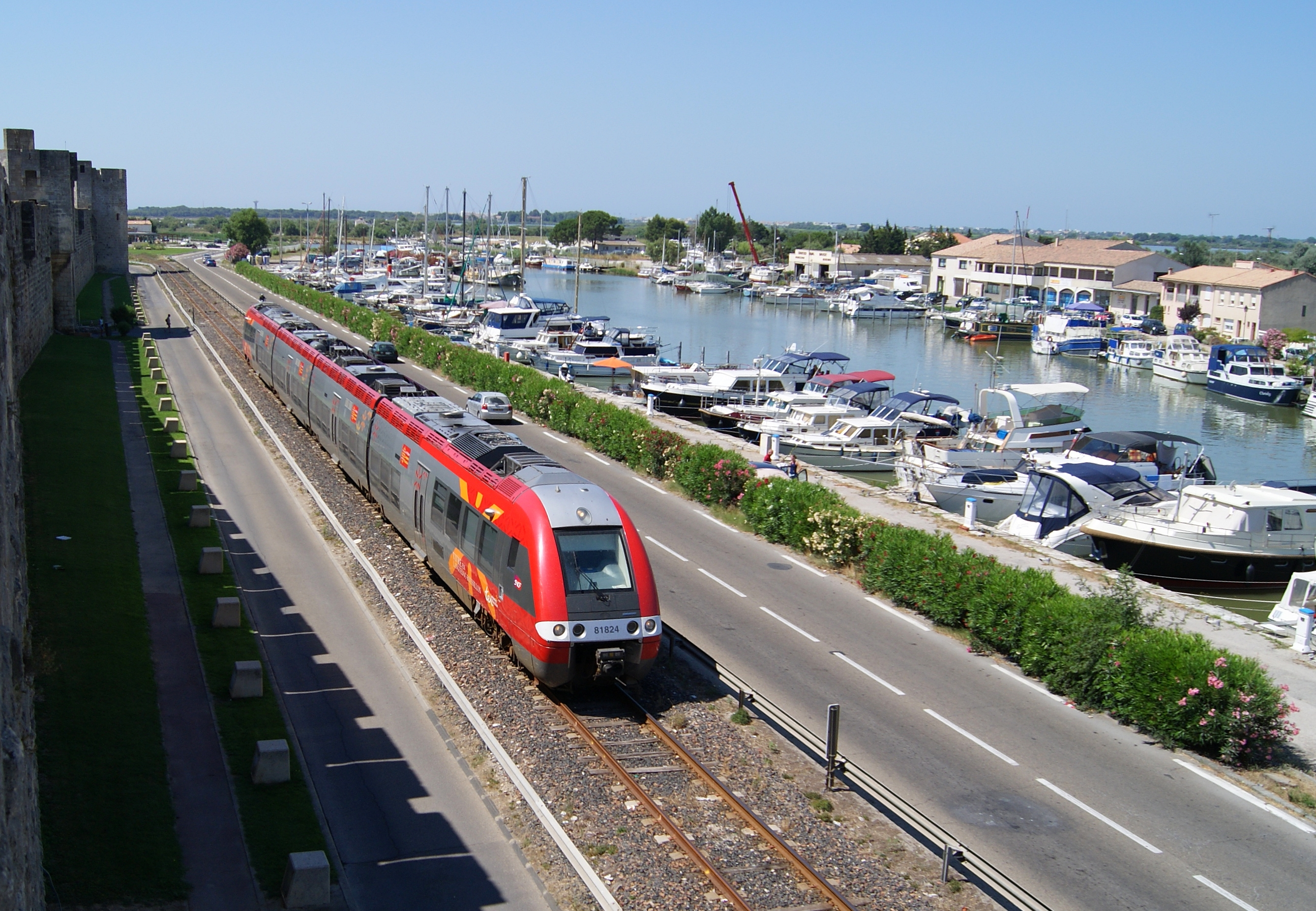
Un BGC effectuant la liaison Le Grau-du-Roi - Nîmes longe les rempart d'Aigues-Mortes.

Les billets à 1 €, nominatifs, sont uniquement vendus sur place, aux guichets des gares et aux distributeurs automatiques des lignes concernées. La validité est d'un jour. La tarification unique à 1 €, pour les trajets effectués par train ou par autocar, est étendue sur les liaisons suivantes selon le calendrier suivant :
- Perpignan - Villefranche au 17 décembre 2011[10] ;
- Nîmes - Le Grau-du-Roi au 1er janvier 2012[11] ;
- Carcassonne - Quillan au 24 mars 2012[12] ;
- La Bastide - Saint-Laurent - Mende - Marvejols, en été 2012[9] ;
- Béziers - Ceilhes - Roqueredonde, en décembre 2012[9] ;

Le dispositif du « TER à 1 € » a ensuite été déployé dans l'ensemble de la région dès le 5 janvier 2015, mais avec plusieurs contraintes, :
- Les billets sont nominatifs, et ne peuvent être cédés, échangés ou remboursés.
- La commande par internet[14] est obligatoire pour les lignes non citées ci-dessus.
- Le nombre de billets à 1 € en vente est limité selon les trains. Les ventes étant ouvertes 3 semaines avant le départ du train, et la distribution étant effectuée selon le principe "premier arrivé, premier servi", le voyage doit être prévu longtemps en avance pour pouvoir bénéficier de ce tarif sur les lignes les plus fréquentées.
- Le tarif est valable pour les trajets dont le départ et l'arrivée sont des gares de l'ancienne région Languedoc-Roussillon, plus Tarascon et Avignon-Centre. Le tarif n'est donc pas valable pour un trajet jusqu'à Marseille ou depuis Millau. Il reste cependant possible de réaliser un trajet qui franchit plusieurs régions : un trajet Béziers → Marvejols est inclus dans l'offre, même si les trains y menant marquent d'abord l'arrêt à Millau.
- Les billets sont uniquement valables pour des trajets par trains.

### Tarifs soumis à des conditions d'éligibilité
L'abonnement Via Pro est réservé aux déplacement domicile - travail et s'applique à un parcours choisi au sein de la région, ou vers une destination en région PACA, ou vers une gare des sections Carcassonne - Toulouse et Ceilhes-Roqueredonde - Banassac-La Canourgue en région Midi-Pyrénées. Contrairement aux abonnements de travail SNCF ou régionaux habituels, la distribution n'est pas limitée aux salariés, mais un justificatif pour le lieu de travail est toutefois à fournir. Les apprentis et les personnes en réinsertion professionnelle peuvent également bénéficier de Via Pro. L'abonnement est disponible en formule hebdomadaire, mensuelle et annuelle et se charge sur une carte de billettique. En cas d'utilisation régulière, la réduction par rapport au tarif normal de la SNCF est de 75 % environ. En outre, l'abonnement comporte la fonctionnalité d'une carte de réduction, en donnant droit à 50 % de réduction lors de l'achat de billets SNCF vers des destinations à l'intérieur de la région. En juillet et août, cette réduction est accordée sur simple présentation de la carte de billettique, même si aucun abonnement n'est chargé sur la carte. Pour l'utilisation des trains Intercités à réservation obligatoire hors trains de nuit (anciennement Teoz), des suppléments hebdomadaires ou mensuels sont disponibles. L'accès aux autres trains à réservation obligatoire est toutefois interdit.
L'abonnement Via Études est destiné aux élèves et étudiants de moins de vingt-six ans, effectuant au moins trois aller-retours hebdomadaires entre leur domicile et leur lieu d'études. L'abonnement est disponible en formule hebdomadaire, mensuelle et annuelle avec prélèvement automatique. Les mois de juillet et août sont en tout cas exclus de l'abonnement. Pour le choix du parcours, les mêmes règles que pour l'abonnement Via Pro s'appliquent. Il y a également la fonctionnalité de carte de réduction selon les principes déjà énoncés, avec en plus la possibilité d'acheter des billets à 50 % de réduction vers les gares en dehors de la région dans les secteurs mentionnés, ainsi que vers la gare d'Avignon-Centre. À l'intention des élèves et étudiants n'effectuant qu'un ou deux aller-retours hebdomadaires, une carte de réduction nommée également Via Études existe. Elle est valable pendant un an à compter du 1er septembre de chaque année. Contrairement aux autres tarifs régionaux, elle est applicable vers toutes les gares des trois régions limitrophes (Auvergne, Midi-Pyrénées, PACA).

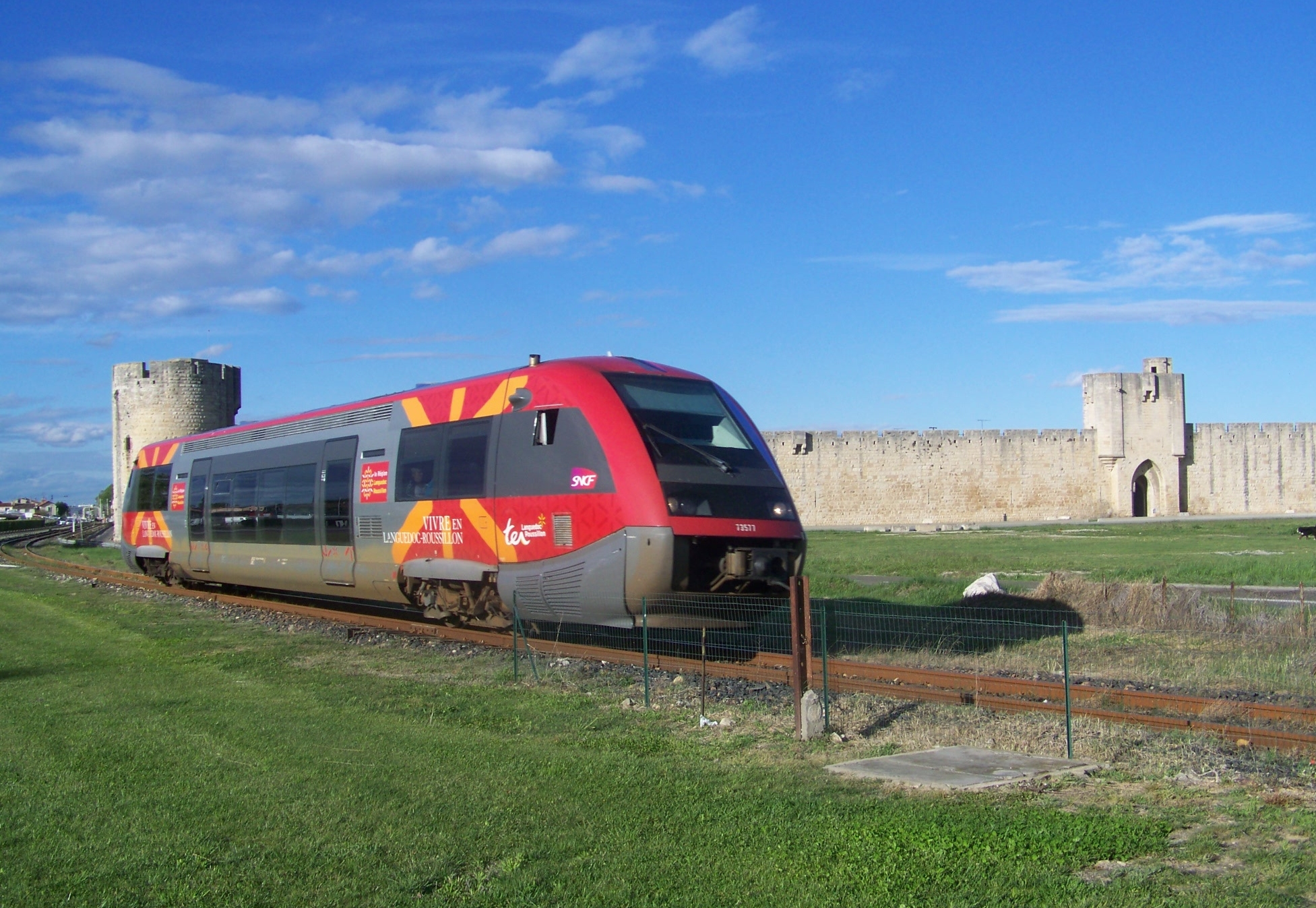
X 73500 à Aigues-Mortes.

La carte de réduction Via Plus s'adresse aux demandeurs d'emploi domiciliés dans la région et indemnisés à moins de 80 % du SMIC, aux premiers demandeurs d'emploi de moins de vingt-six ans, ainsi qu'aux bénéficiaires du RSA et de certains types de contrat de travail aidés (CES, Contrat Emploi Consolidé (CEC), CAE, Contrat d'avenir). La carte Via Plus donne droit à 75 % de réduction lors de l'achat de billets SNCF vers des destinations au sein de la région, ou vers une gare de la section Ceilhes-Roqueredonde - Banassac-La Canourgue en région Midi-Pyrénées, ou vers la gare d'Avignon-Centre.
Au cours du premier semestre 2007, a été instauré Kartatoo, un système d'option aux abonnements de transports urbains à tarif réduit. Ces options sont proposées aux clients des abonnements Via (voir ci-dessus). L'option permet de prendre un abonnement à un ou tous les réseaux de transports urbains des communautés d'agglomération Montpellier Agglomération et Nîmes Métropole. Le système est ouvert aux abonnements étudiants (Via Études) en septembre 2007 et à tous les abonnements régionaux en 2009. L'instauration de Kartatoo s'accompagne de la création de zones tarifaires pour calculer le surcoût de l'abonnement urbain. En 2007, d'ouest en est, les trois zones sont centrées sur Montpellier (de l'arrêt de Villeneuve-les-Maguelone à celui de Saint-Brès-Mudaison), Lunel (de Valergues-Lunel-Vieil à Uchaud) et Nîmes (de Milhaud à Manduel-Redessan). Depuis mai 2008, le zonage est prolongé vers l'ouest jusqu'à Agde, Béziers et Narbonne.

## Matériel roulant

### Matériel actuel

#### Automotrices
- Automotrices Z 100 (Ligne de Cerdagne ; totalité de l'effectif)
- Automotrices Z 150 (idem)
- Automotrices Z 200 (idem)

#### Locomotives pour rames tractées
L'activité TER Languedoc-Roussillon dispose de 4 motrices de type BB 7200, à savoir les BB 7286 à 7289, associées aux rames mentionnées ci-dessous, qui ont été radiées à l'été 2018.

#### Voitures et rames tractées
3 rames de 6 voitures de type Corail, radiées à la mi-juillet 2018.

### Matériel passé
Plusieurs séries d'engins ont fréquenté les lignes du TER Languedoc-Roussillon : X 2700 (RGP 1), X 2200, X 72500, voitures USI et des rames réversibles régionales (RRR). Ces séries ont été soit réformées, soit vendues à d'autres régions.[réf. nécessaire]

### Pelliculage
Le matériel roulant possède une livrée spécifique pelliculée, à base de rouge et du logo du conseil régional.

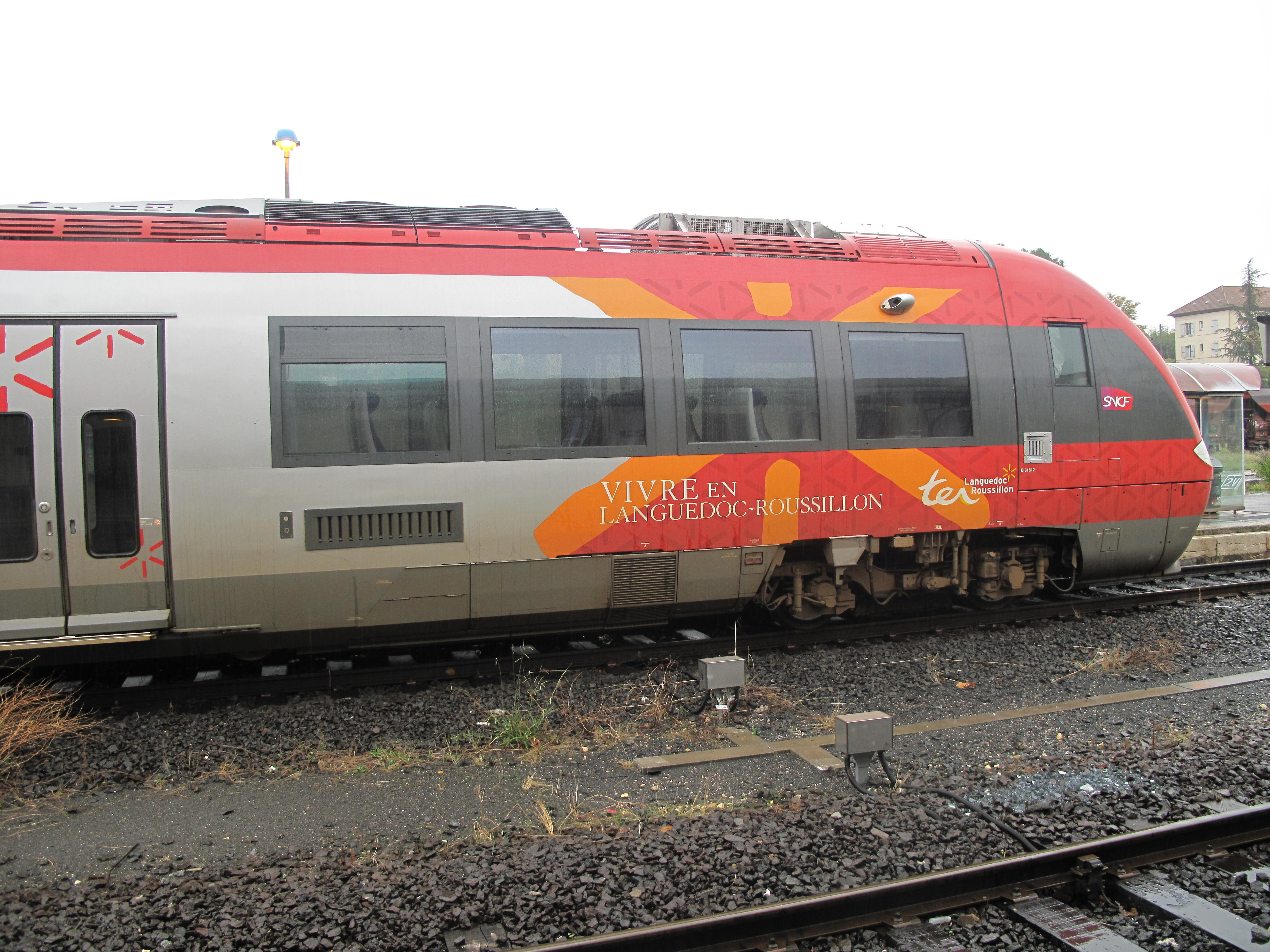
Détail de la livrée TER Languedoc-Roussillon sur une B 81500.
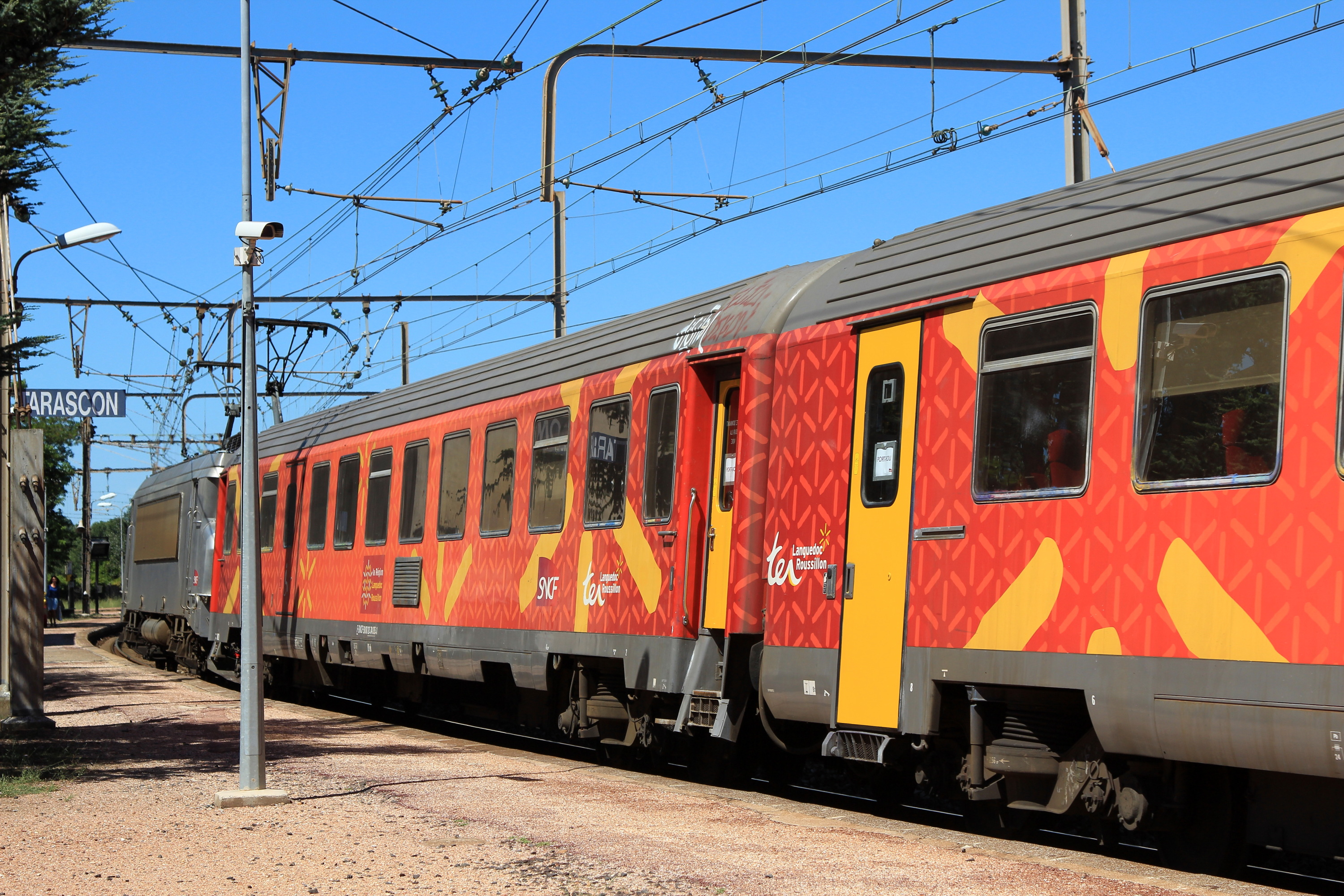
Voitures Corail en livrée TER Languedoc-Roussillon.
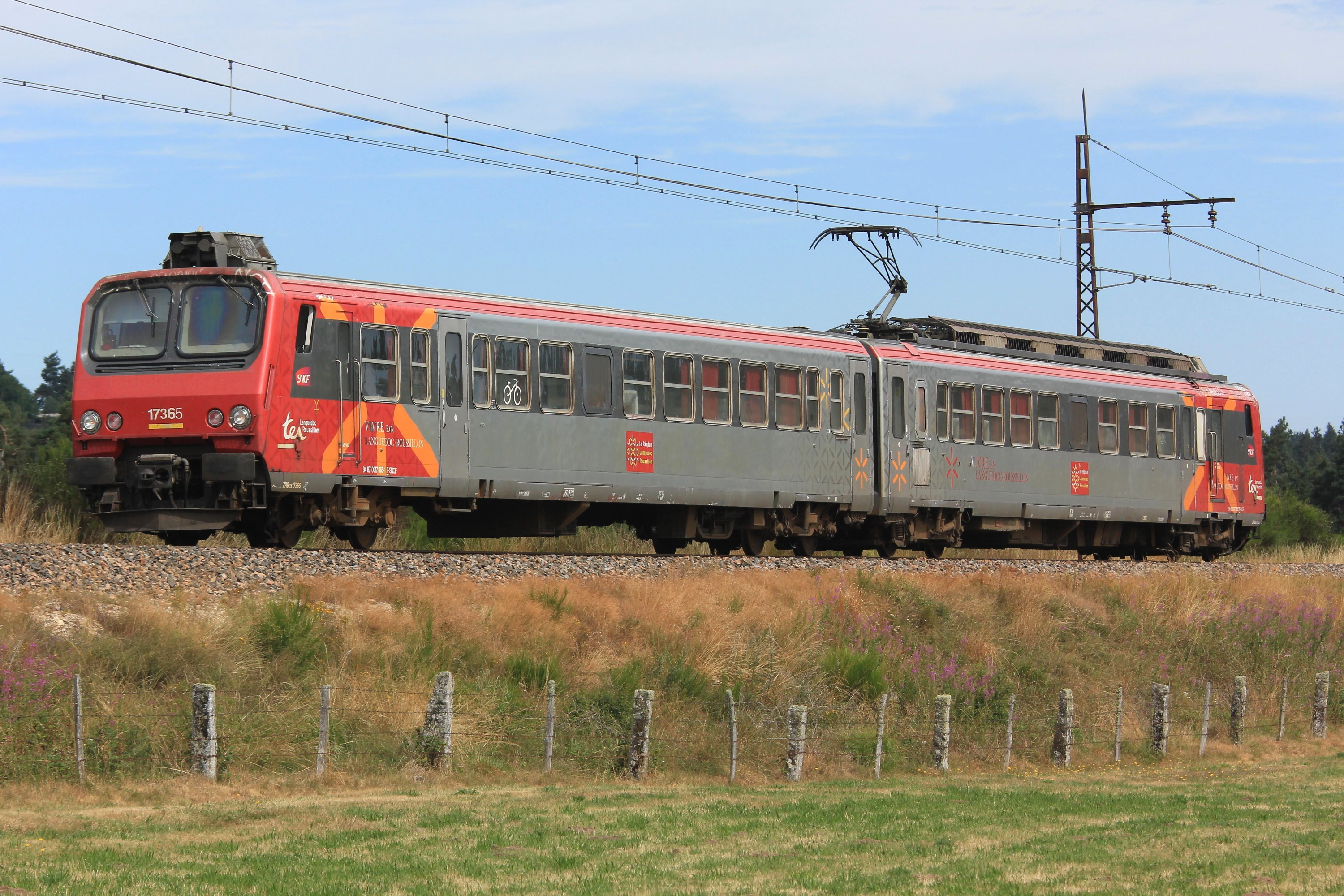
Z 7300.
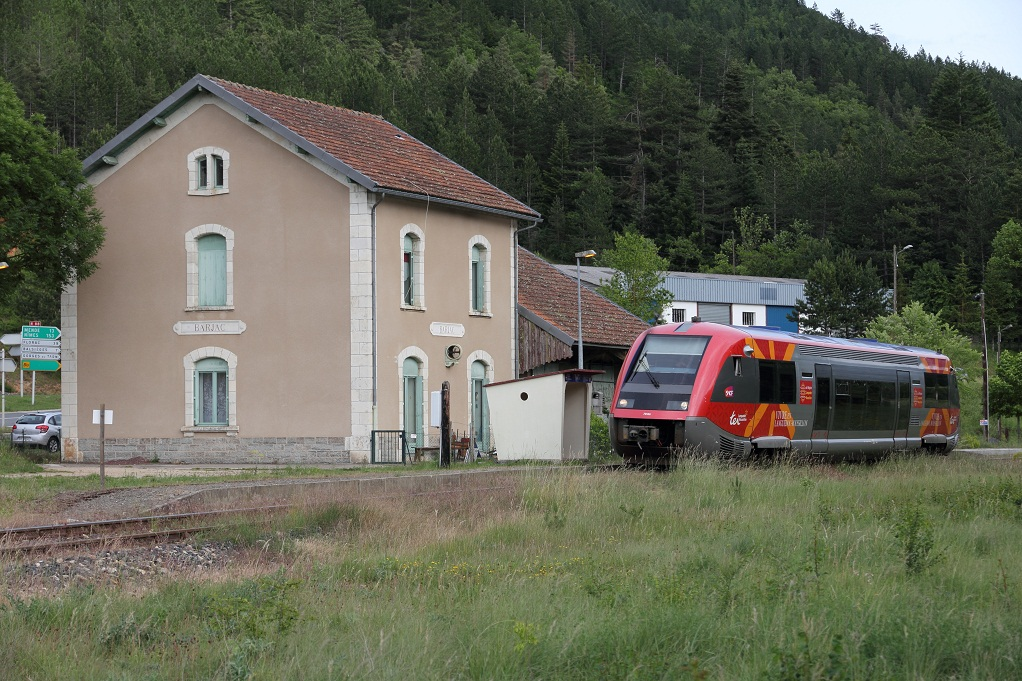
X 73500 à Barjac.
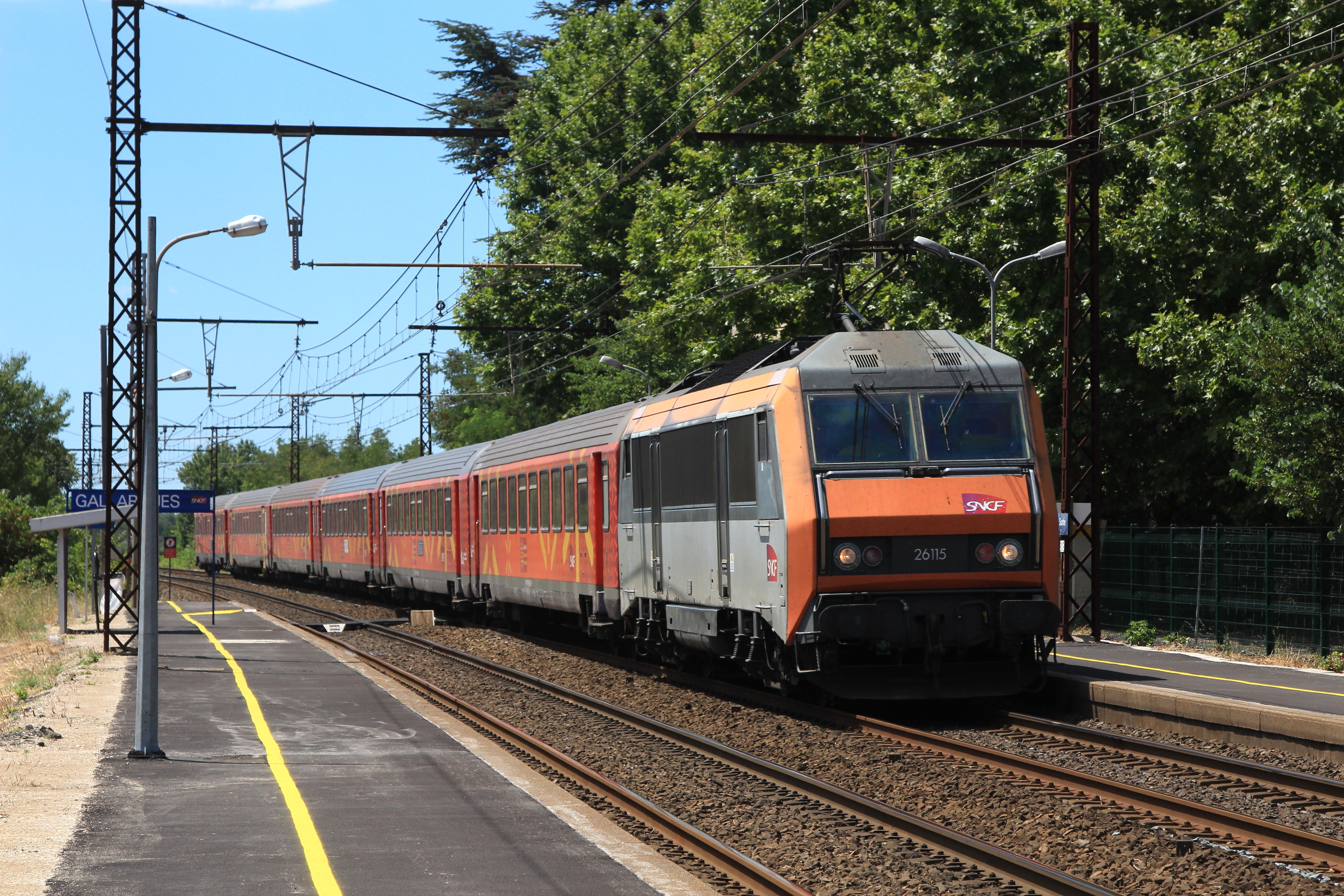
Rame de voitures Corail.
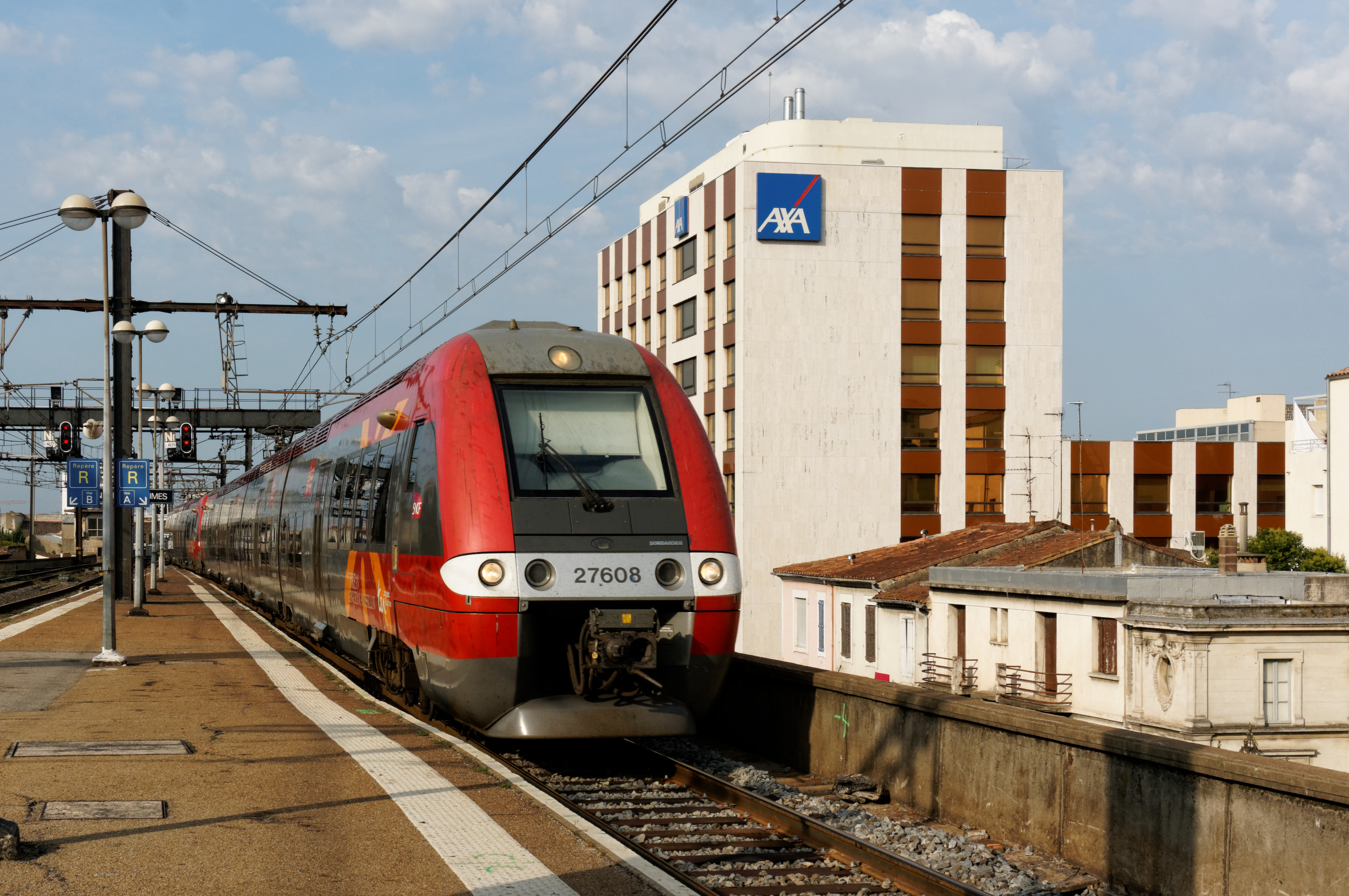
Z 27500.